# László Hartmann

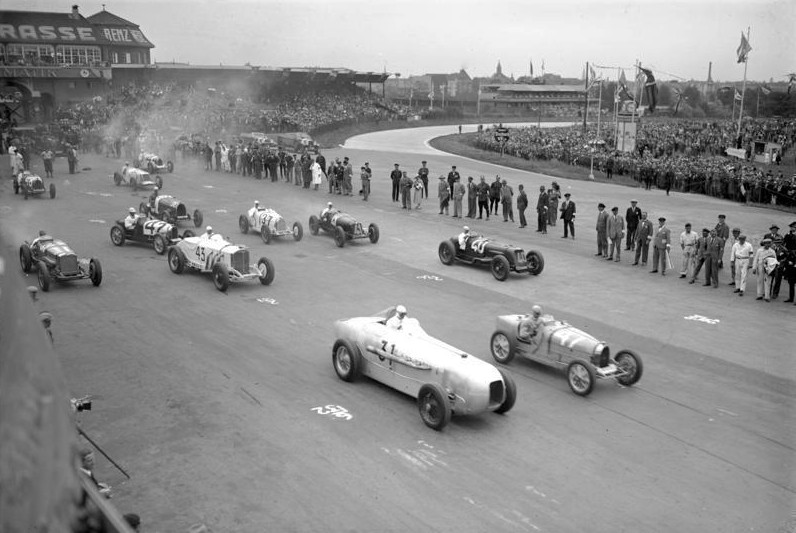
Start zum AVUS-Rennen 1932

László Hartmann (* 17. August 1901 in Budapest, Österreich-Ungarn; † 16. Mai 1938 in Tripolis, Italienisch-Libyen) war ein ungarischer Automobilrennfahrer.

## Karriere
Der Sohn wohlhabender Eltern begann in den späten 1920er Jahren mit dem Motorsport. Sein erstes offizielles Grand-Prix-Rennen bestritt er 1932 mit einem Bugatti T35B beim AVUS-Rennen auf der Berliner AVUS, schied allerdings bereits nach einer Runde mit Motorschaden aus.
Am 15. Mai 1938 kam es beim Gran Premio di Tripoli, einem mit 4 Millionen Italienischen Lire dotierten Rennen im Autodromo della Mellaha, in der elften Runde zu einem Kontakt zwischen dem Maserati 4CM von Hartmann und dem Alfa Romeo Tipo 312 Giuseppe Farina. Bei dem daraus resultierenden Unfall überschlugen sich beide Wagen und Hartmann brach sich das Rückgrat. Farina wurde bei dem Unfall ebenso wie einige Zuschauer verletzt. Hartmann erlag am nächsten Morgen im Krankenhaus in Tripolis seinen Verletzungen. Wenige Runden zuvor verunglückte der Italiener Eugenio Siena ebenfalls tödlich.
Nach einer Trauerrede des italienischen Marschalls Pietro Badoglio wurde der Leichnam Hartmanns nach Ungarn überführt und auf dem Jüdischen Friedhof im Budapester Stadtteil Rákoskeresztúr beigesetzt.